# Saint-Jean-d’Eyraud
Saint-Jean-d’Eyraud ist eine Ortschaft und eine ehemalige französische Gemeinde mit 215 Einwohnern (Stand 1. Januar 2022) im Département Dordogne in der Region Nouvelle-Aquitaine (vor 2016: Aquitanien). Die Gemeinde gehörte zum Arrondissement Périgueux (bis 2016: Bergerac) und zum Kanton Périgord Central.
Der Erlass vom 25. September 2018 legte mit Wirkung zum 1. Januar 2019 die Eingliederung von Saint-Jean-d’Eyraud als Commune déléguée zusammen mit den früheren Gemeinden Maurens, Laveyssière und Saint-Julien-de-Crempse zur Commune nouvelle Eyraud-Crempse-Maurens fest. Der Verwaltungssitz befindet sich in Maurens.
Der Name in der okzitanischen Sprache lautet Sent Joan d’Eiraud und leitet sich von Johannes dem Täufer ab.
Die Einwohner werden Saint-Jean-d’Eyrois und Saint-Jean-d’Eyroises genannt.

## Geographie
Saint-Jean-d’Eyraud liegt am Fluss Eyraud, ca. 35 km südwestlich von Périgueux und ca. 12 km nordnordwestlich von Bergerac in dessen Einzugsbereich (Aire urbaine) im Gebiet Landais der historischen Provinz Périgord.
Umgeben wird Saint-Jean-d’Eyraud von den fünf Nachbargemeinden und delegierten Gemeinden:
| Église-Neuve-d’Issac           |                                             | Beleymas                                   |
|                                | Kompassrose, die auf Nachbargemeinden zeigt | Saint-Julien-de-Crempse (Commune déléguée) |
| Laveyssière (Commune déléguée) |                                             | Maurens (Commune déléguée)                 |

## Wappen
Das Wappen lässt sich folgendermaßen interpretieren: Aus dem goldenen Maskaron in der Mitte fließt silbernes Wasser. Dies weist darauf hin, dass der Fluss Eyraud im Ortsgebiet entspringt. Das Wappen in der linken (heraldisch rechten) oberen Ecke zeigt eine Brücke mit drei Bögen. Es handelt sich um das Wappen der Familie Pontbriand de Montréal, die während des Ancien Régimes über die Gerichtsbarkeit in Saint-Jean-d’Eyraud verfügten.

## Einwohnerentwicklung
Nach Beginn der Aufzeichnungen stieg die Einwohnerzahl in der zweiten Hälfte des 19. Jahrhunderts auf einen Höchststand von rund 530. In der Folgezeit sank die Größe von Saint-Jean-d’Eyraud bei kurzen Erholungsphasen bis zu den 1980er Jahren auf 160 Einwohner, bevor sich eine kurze Phase moderatem Wachstums einstellte, das bis zu Beginn des 19. Jahrhunderts dauerte. Seitdem ist wieder ein leichter Rückgang der Bevölkerung zu verzeichnen.
| Jahr      | 1962 | 1968 | 1975 | 1982 | 1990 | 1999 | 2006 | 2011 | 2022 |
| --------- | ---- | ---- | ---- | ---- | ---- | ---- | ---- | ---- | ---- |
| Einwohner | 223  | 211  | 192  | 160  | 166  | 185  | 194  | 188  | 215  |

## Sehenswürdigkeiten
- Pfarrkirche Saint-Jean-Baptiste aus dem 12. Jahrhundert, als Monument historique eingeschrieben
- Herrenhaus Caville, eine Chartreuse aus dem 18. Jahrhundert

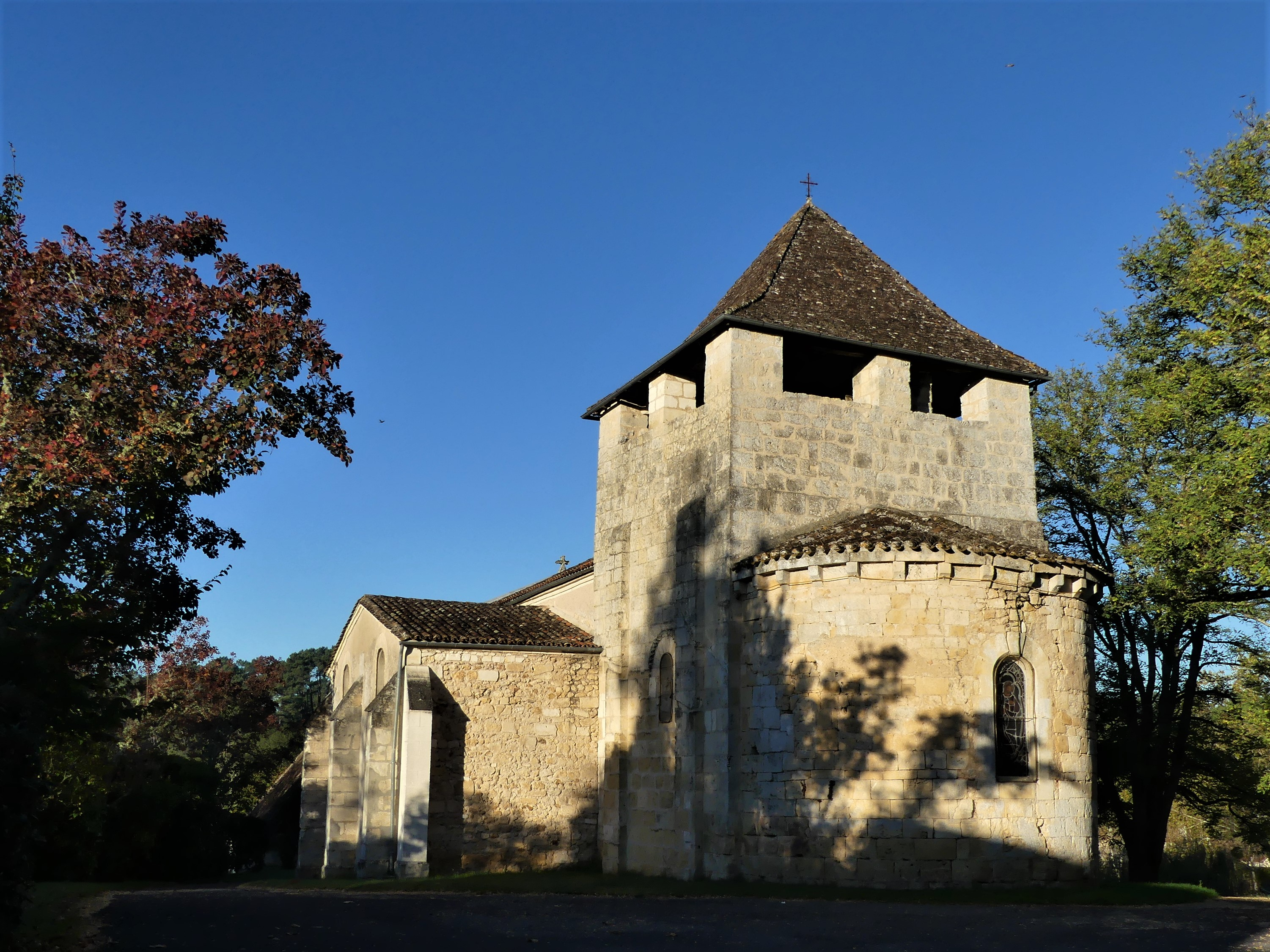
Pfarrkirche Saint-Jean-Baptiste
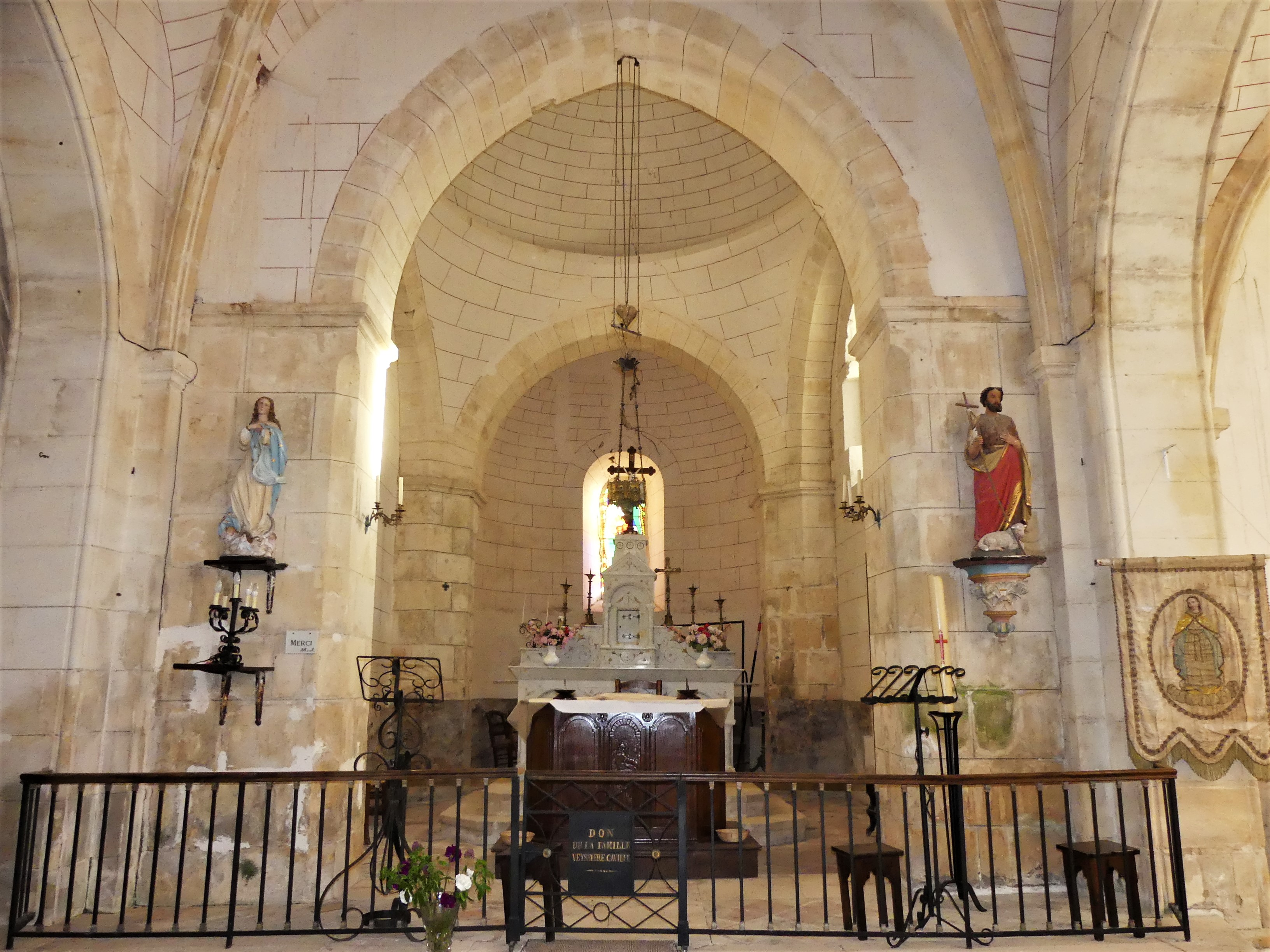
Blick auf den Chor
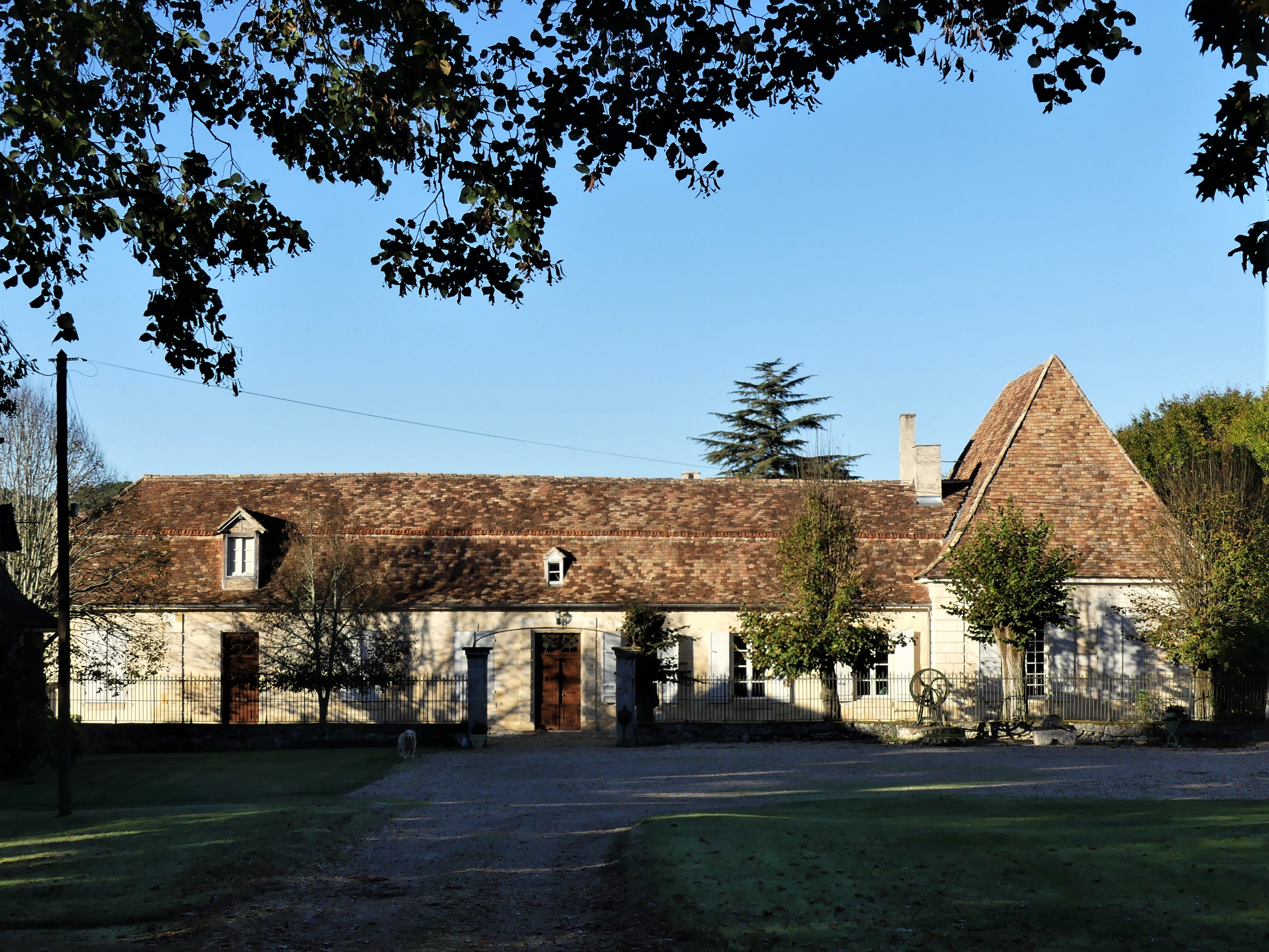
Herrenhaus Caville